# 高橋秀樹
高橋 秀樹（たかはし ひでき、1964年 - ）は、日本の歴史学者。文部科学省教科書調査官。専門は日本中世史。中世古記録および中世社会の家族について研究を行う。神奈川県生まれ。

## 来歴
1989年に学習院大学大学院人文科学研究科修士課程、1996年に同博士課程修了、「日本中世の家と親族」で博士（史学）。1992年から日本学術振興会特別研究員、1994年から放送大学非常勤講師、1995年から国立歴史民俗博物館非常勤研究員、1998年から東京大学史料編纂所研究員。2018年から國學院大學文学部史学科教授。

## 著書
- 『日本中世の家と親族』（吉川弘文館、1996年）オンデマンド版　2013年　ISBN　9784642042390
- 『中世の家と性』（山川出版社、2004年）
- 『古記録入門』（東京堂出版、2005年）、増訂版・吉川弘文館、2023年　ISBN　9784642084352
- 『玉葉精読 元暦元年記』（和泉書院 日本史研究叢刊、2013年）
- 『三浦一族の中世』（吉川弘文館 歴史文化ライブラリー、2015年）ISBN　9784642058001
- 『三浦一族の研究』（吉川弘文館、2016年）ISBN　9784642029315
- 『北条氏と三浦氏』（対決の東国史2 吉川弘文館、2021年）ISBN　9784642068680
- 『三浦義村』（吉川弘文館 人物叢書、2023年）ISBN　9784642053143

### 編・校訂
- 『婚姻と教育』編 竹林舎 生活と文化の歴史学 2014年
- 藤原経房『新訂吉記』（和泉書院、2002-2008年）
- 藤原兼仲『勘仲記』第1-4 （櫻井彦、中込律子、遠藤珠紀共校訂 八木書店 史料纂集 古記録編 2008-2015年）
- 『新訂 吾妻鏡』（編 和泉書院 2015年-）、刊行中（5巻目まで）